# プロレス中継
プロレス中継（プロレスちゅうけい）は、プロレスの試合の模様をテレビなどで放送する番組の俗称。なお「プロレス中継」の呼称は主に日本国内の団体で使用されており、アメリカ合衆国の団体については「中継」ではなく「番組」と呼ぶのが一般的である（テレビ番組であるから日本でも当然呼称する）。以下、この項目では日本の「中継」とともにアメリカの「番組」なども合わせて述べる。

## 日本

### 日本における歴史

#### 日本プロレス - 男子3団体、女子1団体時代
1953年、力道山が日本で最初の本格的プロレス団体・日本プロレス協会を立ち上げ。新しいプロスポーツとして注目されたプロレスは、早速その旗揚げ戦からテレビ中継が行われた。その端緒となったのは、日本テレビおよびNHKだが、やがて後発の民放・ラジオ東京テレビ（現：TBSテレビ）、大阪テレビ放送（現：ABCテレビ）も中継に参入した。ただし当初は、主要な試合を不定期に中継するだけだった（特に民放の場合、提供スポンサーも流動的だった）。なお旗揚げして間もない頃は、NHK・民放とも、ラジオでの中継も盛んに行われた。また、NHK大阪放送局の実験放送期間中の1954年2月6日に全日本プロレス協会主催の「マナスル登山隊後援・日米対抗試合」が大阪府立体育館からテレビ中継された。本放送でないことを考えなければ、これが日本最初のテレビによるプロレス中継である（詳細はこちら）。
1957年、日本テレビが毎週土曜日の夕方に、プロレスの普及を図る目的の定期番組「プロレス・ファイトメン・アワー」を開始（この番組に途中から、後年の提供スポンサーとなる三菱電機が付く）。これを発展させた形で1958年8月29日から、日本テレビは金曜20時枠の「三菱ダイヤモンド・アワー」（三菱電機単独提供）にて、日本プロレスの試合を独占中継する定期番組を開始した（当初はテレビ映画「ディズニーランド」との週代わり放送であった）。また大阪テレビ放送では1957年に「OTVスポーツファンシート・プロレスアワー」を開始。テレビスタジオ内にリングを設け、力道山の解説付きによる定期中継番組を開始した。
1968年には、吉原功がヒロ・マツダと手を組んで旗揚げした団体「国際プロレス」の中継を1月3日からTBSが「TWWAプロレス中継」のタイトルでスタートさせる。また日本テレビが放送していた「三菱ダイヤモンド・アワー」内の日本プロレス中継も、2月23日から毎週金曜20時枠放送へ移行した。
1969年7月2日、当時のNETテレビ（現：テレビ朝日）がプロレス番組に参入し、「ワールドプロレスリング」を水曜21時枠にて（後に月曜20時枠に移動）開始する。しかし、メインイベンターのジャイアント馬場、ナンバー3の坂口征二両選手の試合、および主だったタイトルマッチなどは日本テレビが独占中継としていたため、同団体ナンバー2の地位にいたアントニオ猪木関連の試合を放送するに留まった（即ち、メインイベントの中継は殆ど不可能だったということになる）。だが、1971年に猪木が同団体を解雇（日プロは協会として成り立っていたため、公式には除名である）される。猪木という主役を失ったNETテレビは、日プロに馬場の試合の中継権を要求し、日プロ側は快諾した。だが日本テレビ側には了承を取っておらず、1972年4月3日、NETテレビが日本テレビとの協定を破り、馬場の試合を中継したため日本テレビ関係者が激怒。1972年5月12日放送分を以って日本テレビ、日本プロレス中継は打ち切りとなった。これにより、日本プロレス中継はNETテレビが独占する事になり、1972年7月28日には金曜20時枠に進出し「NET日本プロレスリング中継」をスタートさせ、9月まで月曜・金曜の並行放送となった。
1972年10月、日本テレビが後ろ盾となって馬場をトップレスラーとする全日本プロレスが旗揚げされると、同時に日本テレビも全日本プロレス中継（以下、全日中継）を、1972年10月7日から土曜20時枠でスタートさせた。一方の猪木も1972年に新日本プロレスを旗揚げしていたものの、こちらはテレビ中継が無いこともあり人材難・資金難で、倒産も時間の問題とされた。新日本側がかつて猪木の試合を中継していたNETテレビに放送再開を求めたところ、既に崩壊寸前であった日プロに残留していた坂口の加入が絶対条件という回答があり、新日本は坂口に「トップの猪木と対等の条件」を出して引き抜く（だが、新日本入団後は対等ではなく、常に猪木の黒子に回らざるを得なかった）。このことで1973年4月6日より、新日本プロレスを中継する新番組としての「ワールドプロレスリング」（以下、WPW）が金曜20時枠でスタートする。引き替えに日本プロレス中継は1973年3月30日で終了し、日本プロレスも同年4月20日を以って崩壊した。
女子プロレスは、1968年に日本女子プロレス協会の中継「女子プロレス中継 世界選手権シリーズ」（東京12チャンネル＝現：テレビ東京）が定期番組として登場し、高視聴率を挙げたが1年余りで終了（その後団体も活動を休止）。その後実質的に女子プロレス団体は、全日本女子プロレス1団体のみとなったが、同団体の定期番組として「全日本女子プロレス中継」がフジテレビで放送された。解説として後援紙デイリースポーツの記者が就き、実況は元日本テレビアナウンサーの志生野温夫が2002年の番組終了まで務めた（因みに「全日本女子プロレス中継」を製作していたのは、スポーツではなく、芸能・バラエティ番組を担当する部署だった）。
一方、東京12チャンネルは同じく1968年に「プロレスアワー」のタイトルで海外プロレスの中継を開始。当時の同局としては人気番組とも言える10％近い視聴率を出し、15％超えも記録した。
国際プロは1968年の中継開始以降、TBSが中継を請け負っていた（一時は団体名も「TBSプロレス」と名乗った）。サンダー杉山やストロング小林がエースとして団体を支えてきたが、ゴールデン撤退・30分縮小や、小林がフリーとなり新日本に参戦してしまい経営が厳しくなると、1974年3月30日を以って諸事情で打ち切りとなった。これを受け国際プロレス社長の吉原功は東京12チャンネルに中継再開を嘆願し、これが通じて1974年9月23日より東京12チャンネル（現：テレビ東京）で「プロレスアワー」を国際プロレス中継に変更する形で月曜20時に「国際プロレスアワー」として中継を開始する。この中継からはラッシャー木村、マイティ井上らがブレイクするものの、東京12チャンネルは当時ネット局を持っておらず、関東圏以外では放送が難しかったことや、これに伴い中京・関西圏では愛知・大阪の2府県が未ネットとなったこと、当初の中継対象会場が関東圏のみであったことがあり、全国的な人気を得るまでにはいかなかった（そのため、全日、新日両団体に参戦することもあった）。
このころ試合が過激になるが余りに中継における問題点も指摘されたりした。特に1962年に行われたフレッド・ブラッシーが絡んだ試合がカラーテレビで中継された時、その流血シーンを見たとされる老人らがショック死する事故があり、カラー放送を一旦中止したほか、国際プロレスで日本で初めて試みられた「金網デスマッチ」でも流血シーンが放送されたため、当時放映したTBSがその模様を一切放映しなかったこともあった。その後国際プロの中継を引き継いだ東京12chでは金網デスマッチこそ放送されたものの、凶器攻撃があった場合は死亡事故再発をなくすためということで「凄惨な場面ですので、放送をご容赦くださいませ」という字幕を出し、応援席を写したというケースもあった。

#### 1980年代
1970年代より新日本は猪木の異種格闘技戦などで絶大な人気を獲得し、1980年代前半にはタイガーマスク（佐山聡）の登場などで全盛期を迎えた。金曜20時に定着していたWPWは「伝説の金曜8時」とも言われ、視聴率が20%を超えることも珍しくなかった。この全盛期には、テレビ朝日アナウンサーの古舘伊知郎の「マシンガン実況」とも呼ばれる、独特のフレーズをマシンガンの如く繰り出す過激な実況が絶大な人気を得たことも大きく関係している。当時は生放送であり、番組が終盤の時間帯になると、不可解な裁定や脈絡のない反則で無理に試合を終わらせることも少なくなかった。
一方、全日中継はジャンボ鶴田という新たなエースが誕生しテリー・ファンクやアブドーラ・ザ・ブッチャーなどの豪華外国人を招聘したものの、人気の新日本と比べると地味な感じが否めなかった。1979年4月には土曜夕方枠に移行となり、WPWより一足先にゴールデンタイムから陥落してしまう。しかし、1985年に長州力率いるジャパンプロレスが参戦すると、その話題性から人気が回復し、1985年10月に再び土曜19時のゴールデン枠に返り咲いた。また、この時代は、日本テレビと全日本との結びつきが最も強い時期でもあり、全日本の社長ポストは日本テレビの役員が出向の形で就いていた。しかし1988年4月には日曜22時30分からの放送となり、再度ゴールデンタイムから陥落してしまった。
国際プロは、1977年から関東圏以外で行われる試合の中継も本格的に開始し、1980年2月には東京12チャンネル主導で大木金太郎を獲得し、「国際プロレスアワー」も1980年10月4日から土曜20時へ移動したものの視聴率回復にはつながらず、1981年3月28日にレギュラー放送が終了して特番枠放送へ移行し、団体も同年8月9日に活動を停止。同年9月24日に特番枠放送も終了し、同年9月30日に国際プロ自体が崩壊し、所属選手は全日本と新日本の両団体に移籍することになった。
1984年、新日本を離脱した前田日明、佐山聡らが従来のプロレスよりも格闘色を強くした新プロレス路線を目指してUWFを旗揚げする。団体後期の「シューティングプロレス」を展開した時期、国際プロ中継亡き後のテレビ東京が、その名の通り世界のプロレス団体の模様を紹介していた「世界のプロレス」という番組の中で一部の試合を中継放映したものの、レギュラー放送枠獲得までには至らず、またネット局の少なさから知名度アップにも貢献しなかった。第一次UWFはスポンサー企業の倒産や資金難により崩壊。
WPWも1986年9月26日に14年半に渡る金曜20時での放送を終了し、同年10月13日から月曜20時に放送時間を変更した。1987年3月には古館が実況から降板したと同時に、実況生中継も終了してしまう。同年4月からは、山田邦子をメインパーソナリティとし、バラエティ色を強めた「ギブUPまで待てない!ワールドプロレスリング」にリニューアルするが、視聴率が半分にまで低下してしまう事態に陥り、半年で元の形態に戻したが、1988年4月に土曜夕方枠に移行したためプロレスのレギュラー放送はゴールデン枠から転落することになった。
1980年代までは「プロレス団体にはテレビ中継が不可欠」と言われており、放映権料は団体の収入に於いて、興行収入よりも大きなウエイトを占めていた。前述の通りUWFの崩壊には、レギュラー放送の獲得に失敗したことが一因に挙げられる。仲田龍によると当時日本テレビから全日本に支払われていた放映権料は7億円だという。当時の7億円は、大規模会場での興行（日本武道館、両国国技館、田園コロシアムなど）に頼らずとも選手にギャランティが十分支払える額であった。
テレビ観戦記コーナーを設けていた頃の週刊プロレスと週刊ゴングは、発売前週の放送の視聴率データを掲載していた。週プロがビデオリサーチのデータのみ掲載していたのに対し、ゴングはビデオリサーチとニールセン両社のデータを掲載していた。WPWと全日中継は関東・関西地区のデータが掲載されていたが、「世界のプロレス」と関西テレビ打ち切り後の全女中継は関東地区のデータのみ掲載していた。

#### 新生UWF、インディーズの台頭と中継の転機
1988年、一度崩壊したUWFが2年のブランクを置いて再び発足（通称、新生UWF）。所属選手達は2年間、新日本に出戻っており、衝撃的な試合を披露したことで、UWFスタイルの格闘技が注目されていた。そのため、旗揚げ戦のチケットは数十分で完売。月1回しか興行は打たないものの、その興行収入とスポンサー収入で団体の資金は十分賄えており、テレビ中継も無かったが1989年には東京ドームで興行を打つまでになった。このことがプロレス団体にとってテレビの放映権料に頼らずとも団体運営が可能なことを見せ付ける大きな結果となった。そのUWFも後に、創成期のBS放送チャンネル、WOWOWとの間で、独占中継契約の締結に成功したが、中継開始直前に内部の不協和音から団体が崩壊。しかし、3つに分裂した後継団体を含め、これらの事項により「非TV中継」、「主要キー局以外との放送契約」という、プロレス界・格闘技界に新たな一ページを刻むことになった（因みにWOWOWは、前田の後継団体「リングス」と契約し、2002年まで中継放送を続けたほか、WOWOWもリングスをキラーコンテンツとしてアピールしていたことから、リングス側も世界規模のネットワーク構想等を形にすることが出来、後のHERO'Sの礎につながってゆくこととなった）。
1990年代になると、世間では既にバブルは崩壊へと向かっていたが、プロレス界のバブルはこの時代から隆盛を迎えることとなった。まず全日本から二枚看板の一人、天龍源一郎が引き抜かれ、メガネスーパーがスポンサーとなって設立されたSWSは、その資金力をバックに、それまでのプロレス界では考えられなかった演出や高額年俸などで話題となった。このSWSの旗揚げ戦はテレビ東京のゴールデン枠で放送され、木村匡也がディスクジョッキー風に実況を展開するという一風変わった中継を行っていた（同局は団体後期についても、月一限定で半年間中継を放送した）。これらの演出は当時、「派手」「時代を先取りしすぎ」との批判が多く、またSWS自体も一部マスコミから「金権プロレス」などと大々的に叩かれ、結局内部闘争などもあり呆気なく団体崩壊の憂き目になってしまうこととなった。
一時は第三勢力とも見られた新生UWFやSWSがあっさりと崩壊していくなか、意外な健闘を見せたのが、「馬場の方」でも「猪木の方」でもないインディペンデント、即ちインディーズ団体である。その最大の団体が、1989年に誕生したFMWであった。全日本プロレスで引退後、フリーランスのレスラーとして細々と活動していた大仁田厚が設立したこの団体は、新生UWFの逆方向を行き、それまでの日本のプロレス団体では憚られた電流爆破などの過激なデスマッチを売り物にした。同時に「俺たちはこんな生き方しか出来ない、それでも俺たちはプロレスをやりたい」といった、弱小であるがゆえの一生懸命さを訴えかけることで、ファンのハートを掴んでいった。こうしたインディーズ団体は、規模や知名度のマイナーさ（および放送を躊躇うほどの過激さ）などから定期的なテレビ中継はおろか、テレビで取り上げることさえも難しいものがあったが、一方では今までにない形式が興味を呼び、いわゆる「口コミ」などで確実に固定客を獲得していく。FMWの場合、中継がないのを補うかのように、大仁田が一般メディアやテレビのバラエティ番組に積極的に登場し、顔を売りまくったのも大きかった。その甲斐あって、FMWは川崎球場などの大会場での興行を行うまでに成長、そして大仁田は、一般の知名度だけなら、馬場や猪木と肩を並べるくらいになっていた（一般のメディアに数多く露出して知名度を高めるという手法は、新生UWF当時の前田日明が既に試みていたものだったが、大仁田ほどに媒体を選ばずに際限なく露出することはなかった）。
新生UWFによって切り崩された「テレビ中継が不可欠」というある種の法則は、FMWの成功で覆される形となり、そうした成功例に刺激され、テレビ中継に頼らない団体経営が当たり前の様に行われるようになった。かくして以降は、小規模な団体が旗揚げしては崩壊、旗揚げしては崩壊を繰り返すこととなっていく。
一方メジャー団体の新日本と全日本もテレビ主導ではない、現場主導の全盛期を迎えていた。既に両団体共に放送枠は深夜に移っており、視聴率や放映権料などの面で全盛期の後塵を拝する状態とはなっていたが、新日本は闘魂三銃士の活躍により東京ドームを始めとする全国のドーム会場で大会を開き、常に5万人以上の観客動員を集めるようになり、全日本は馬場の堅実経営もあってドーム会場での興行は控えたものの、プロレス四天王が空前の人気を獲得しており、年間7回開催の日本武道館大会は全て超満員札止めを記録するようになっていた。また通常のプロレス中継こそ深夜帯であったが、1990年代の新日本ドーム大会などはスペシャル番組としてゴールデン枠で放送されており、特2000年に行われた小川直也vs橋本真也の一戦は、「橋本真也負けたら即引退」等の煽り文句を付けるなど、賛否を呼ぶ内容ではあったが、瞬間最高視聴率24%を記録するほどであり、数字だけ見れば1980年代の黄金時代以来の注目度となった。しかし深夜帯のレギュラー放送は、1994年4月から全日本プロレスの放送時間が1時間から30分に短縮されて「全日本プロレス中継30」となるなど、目に見えて冷遇されていくようになる。
そんななか最大のインディーズ団体「FMW」は、大仁田の退団によりエンタメ路線への大幅な軌道修正を行ったこともあり、1998年より当時日本で展開を始めたばかりのCS放送チャンネル、ディレクTVと年間1億円近い放映契約を締結。横浜アリーナ等の大規模会場で興行を行うほか、AV女優までリングに上げてしまうという、まさにショープロレス路線を突き進んだが、ファンの支持を得ることが出来ず、迷走が始まる。迷走は歯止めがかからず、2000年にディレクTVがSKY PerfecTV!と事実上統合されると、放映権料は大幅に下落。団体は倒産し、荒井昌一社長が自殺するという最悪の結末を迎えた。

#### ゴールデン枠との決別、インディーズ団体乱立、CS中継の拡大
2000年、馬場逝去後の全日本で社長に就いていた三沢光晴が、馬場夫人でオーナーの馬場元子との確執から代表取締役社長職を解任されると、三沢以下殆どの選手や社員が全日本を退社し、プロレスリング・ノアを旗揚げ。その際、放映権を持ち全日本の大株主でもあった日本テレビも株を手放し、同年6月19日に中継即打ち切りを発表し、同年6月21日に終了した。28年にも及ぶ同番組の終了は、あまりにも突然であった。なお、番組枠は掛布雅之司会のプロレス情報番組「コロッセオ」に切り替わるものの、翌2001年4月からは新番組「プロレスリング・ノア中継」（以下、ノア中継）を開始。一方の全日本は資金難、人材難でピンチを迎え、外国人選手やフリーランスに支えられて生き残ったものの暫くの間地上波中継ゼロの状態へと転落することとなってしまった。
WPWは全国のネット局で放送枠がバラバラであったものの、ドーム大会になるとゴールデン枠で、真夏の祭典「G1 CLIMAX」決勝戦は日曜夕方（高校野球優先のABCテレビだけは時差放送）で、それぞれ特番を放送していた。しかし他局が「K-1」や「PRIDE」など他の格闘技番組を次々と放送するようになったことや、いわゆるビッグマッチでのプロレス中継における度重なる乱闘劇やノーコンテスト判定、および昨今のバラエティ番組によく見られるテイストをゴールデンでの中継に導入したことから、次第にファンや俗に言う「一見さん」がプロレス中継から離れていくこととなり、テレビ朝日は2002年5月のドーム大会以降ゴールデン枠での特番から撤退。それにより、ゴールデン枠でのプロレス中継は完全消滅し、G1決勝戦特番も2003年を最後に全国ネットから外れてしまった。さらに、2004年4月からは放送時間が1時間から30分に短縮されてしまう。
2000年代からは、スカパー!（SKY PerfecTV!）の普及などで衛星放送での中継が目立つようになる。ノアの中継は日本テレビのCSチャンネルである日テレG+で、新日本の中継もテレビ朝日のBSチャンネルであるBS朝日などにメイン放送がシフトしていった（ただし従来の地上波プロレス中継も時間を短縮させながら継続している）。また、乱立するインディーズ団体や女子プロレス団体の中継にも、CS放送は一役買っており、格闘技専門チャンネル「FIGHTING TV サムライ」（サムライTV）を筆頭に、スポーツ系の各チャンネルが中継している。
一方、長年において全日本女子の試合を中継したフジテレビは、1998年から番組タイトルを「格闘女神ATHENA」にリニューアルし、エンターテイメント性の高い番組へと移行させていたが、団体の二度の不渡りやテレビコンテンツとして成り立たなくなった状況などから2002年、20年以上の女子プロレス中継の歴史に幕を閉じた（ただしフジテレビは放送終了以前からフジテレビ社屋での全女お台場大会の興行も行っており、放送終了後もお台場興行自体はノーTVの状態で行っていた）。
2003年、新日本を退団していた橋本真也が設立したプロレスリングZERO-ONEの中継番組「破壊王プロレスZERO-ONE」がテレビ東京でスタート。ベッキー（後半は森下千里）やプロレス通で知られる勝俣州和が番組を盛り上げ、月1回の（後半は2月に1度ペース）オンエアーであった。（概ね土曜夕方の75分間）だが、こちらは自然消滅した。
2004年、武藤敬司社長体制の新生全日本の地上波レギュラー番組・プロレスLOVEがテレビ東京でスタート。テレビ東京は制作に一切かかわらず、GAORAの放送素材を使ってアテレコの形で実況を入れて全日本が番組を作り、テレビ東京に放送してもらう新しいスタイルの番組であった。そのため視聴率などは気にする必要が無かったが、番組制作予算が全日本の予算と合わなくなったことで翌2005年に終了。だが2006年に、スペシャル版として深夜枠に復活放送された。
設立直後から日本テレビと蜜月関係にあり、団体として安泰が続いていたノアだったが、小橋建太が腎臓がんで長期欠場に入った2006年あたりから観客動員・視聴率ともに低迷し始め、2008年9月に読売テレビが放送を終了し、さらに日本テレビも2009年3月末をもって地上波の放送を打ち切り、55年にわたる日本テレビのプロレス中継に終止符が打たれた。その後もCSでノアの試合を中継していたが、2020年にノアの中継から完全撤退した。

#### インターネットの普及による視聴形態の変化
2000年代に入ってからはインターネットの普及により、中継形態も変化している。プロレス中継のネット配信も行われるようになり、日本テレビのノア中継のサイトから過去の試合を有料で閲覧できるようになった他、新日本オフィシャル動画配信サイト等でも名勝負の動画を見ることが可能となっている。
また、PPV方式も普及し、2004年から始まったハッスルは、同じ興行団体が主催していたPRIDEと同じくSKY PerfecTV!によるPPV方式を採用し、また公式サイトでの有料動画配信を行うなど、地上波にウェイトを置かない中継システムを採用している（因みにハッスルは一時、やはりPRIDEと共に「東海地方のみの地上波定期放送」という珍しい方式を採用していた。詳しくはハッスルの項目を参照）。
またGyaOやYahoo!動画などのブロードバンドの普及により、多くの団体がブロードバンド配信による中継に進出している。これらはネットに接続さえすればいつでも見ることが可能であるので、少々強引ではあるが、考えようによっては、「プロレスがゴールデンに帰ってきた」と表現することもできる。2010年からはUstreamによる生中継を採用した19時女子プロレスが始まっており、新たな中継手段として注目を浴びている。こちらは名が示すとおり19時、すなわちゴールデンのリアルタイム中継である。2013年からはニコニコ動画にてプロレス番組を放送する「ニコニコプロレスチャンネル」が開始され、主にインディ団体の興行を生中継あるいは録画中継を適宜行っている。
他方、地上波に関しては2000年以降、K-1やPRIDEなどの格闘技番組に押され、さらには格闘技番組の衰退後もスポーツ中継自体が減少したため、地上波におけるプロレス中継は衰退の一途を辿り、ゴールデンタイムでのプロレス中継は完全に皆無となった。
2014年には新日本プロレスとテレビ朝日が共同で定額制動画配信サービスである新日本プロレスワールドを開始し、大会の中継を国内だけでなく国外でも配信するようになり、過去の試合のアーカイブ配信も行うようになった。それ以降もDDT UNIVERSE(現:WRESTLE UNIVERSE)や全日本プロレスTVなど、多くの団体が追従するようになり、大企業や放送局がバックについている団体では自社による大会中継やアーカイブ配信が増加した。
2017年にはDDTプロレスリングがサイバーエージェントに買収され2018年からは同社が運営するインターネットテレビ局のAbemaTV（現:ABEMA）にて毎週2時間のプロレス中継「DDT LIVE! マジ卍」が開始。以降もABEMAにてプロレス中継を行い、2020年にはノアも買収され、同じくABEMAにてビックマッチのプロレス中継を行っている。
また、2010年代後半には検証番組、トーク番組、中には場外乱闘が起こる旅番組など、試合中継という形にとらわれないプロレス番組も衛星放送、インターネット配信番組では現出している。

#### 新型コロナウイルス感染症の流行による変化 - 現在
2020年初頭から日本でも新型コロナウイルス感染症の流行が発生し、それによる4月からの緊急事態宣言により、観客を動員しての興行の開催がままならない状況に陥り、自ずと試合中継が重要になった。スターダムは3月8日に無観客試合を敢行。その模様をYouTubeで無料生配信した。この無観客試合を配信する流れはノアや全日本などの多くの主要な団体も追従した。他方で、新日本は110日も興行を行えなかったが、「Togetherプロジェクト」と題し、オリジナルコンテンツや過去の試合映像の配信などでこの難局を乗り切った。
感染症の流行により、メジャーインディ問わず多くの団体や選手が、YouTubeなどの動画投稿サイトでのインターネット配信に活路を見いだすことが増え、毎日の様に生配信を行うレスラーも現れるようになった。さらに、2021年に旗揚げしたGLEATはビックマッチを含め、多くの興行をYouTubeにて無料配信している。
試合映像などを動画投稿サイトで配信した場合、広告収入や投げ銭による収益を受け取ることが可能で、団体や選手の収入の柱となる場合があることから動画投稿サイトでの配信に力を入れている団体も多く、スターダムはYouTubeでのチャンネル登録者数100万人を2023年に達成した。
2020年4月、WPWがBS朝日と放送形態こそ変わったが、実に34年ぶりに金曜の8時に放送されることとなった。また、それと同時期に女子プロレスのスターダムが東京ローカルながらも地上波ゴールデンタイムでの放送を開始し、34年ぶりに女子プロレスが地上波ゴールデンタイムに復活した。しかしながら、2025年現在、地上波全国ネットでレギュラー中継されているプロレス団体は新日本のみとなり、地方局やローカル局を含めたとしても数団体ほどで、それも多くが深夜帯での放送となっており、衛星中継やインターネットでのPPVに重きを置く団体が多い。
また、解散したGAEA JAPANや、かつて全日本やノアを中継した日本テレビなどが、各種配信サイトにて所有している過去の試合映像の配信を開始するなど、映像のデジタル化をする動きもある。

### 現在のプロレス中継番組と放映権を持つ放送局
専門局であるFIGHTING TV サムライのプロレス中継枠における番組は除く（独自の番組名が付いたものは記載）。

#### 新日本プロレス
- テレビ朝日系列（地上波）「ワールドプロレスリング」
- BS朝日（BS）「ワールドプロレスリング リターンズ」
- テレ朝チャンネル2（CS）「ワールドプロレスリング クラシックス」、「ワールドプロレスリング大特集」、「ワールドプロレスリング 俺の激闘!ベスト5」
- テレ朝動画（ウェブ）「人類プロレスラー計画『中西ランド』」（トーク番組主体）
- ABEMA（ウェブ）「新日本プロレス中継」
- 新日本プロレスワールド（SVOD）

#### 全日本プロレス
- GAORA（CS）「ALLJAPAN B-Banquet」、「GAORAプロレスミュージアム」
- 日テレG+（CS）「プロレスクラシック」、「プロレス激闘の記憶」（過去の試合のアーカイブ放送）
- 全日本プロレスTV（SVOD）

#### プロレスリング・ノア
- 日テレG+（CS）「NOAH di コロッセオ」「プロレスリング・ノアSP」「プロレス激闘の記憶」（過去の大会のアーカイブ放送）
- ABEMA（ウェブ）「NOAH “NEW HOPE”」、「NOAH ABEMA中継」
- WRESTLE UNIVERSE（SVOD）

#### DRAGON GATE
- 毎日放送(地上波関西ローカル)「最先端バトル ドラゴンゲート!!」
- テレビ西日本（地上波ローカル）「プロレス新伝説 DRAGON GATE」
- 東海テレビ（地上波ローカル）「DRAGON GATE ○」 ※ ○＝ローマ数字で放送回数が入る。
- GAORA（CS）「DRAGON GATE〜無限大〜」、「マンスリードラゴンゲート」
- DRAGON GATE NETWORK（SVOD）

#### DDTプロレスリング
- FIGHTING TV サムライ（CS）「DDTプロレスリング アーカイブス」、「DDTドラマティックファンタジア」(過去の番組のアーカイブ放送)
- WRESTLE UNIVERSE（SVOD）

#### 大日本プロレス
- FIGHTING TV サムライ (CS)「大日大戦」(過去の番組のアーカイブ放送)
- ニコニコ動画（ウェブ）「大日本プロレスch」
- BJW CORE（SVOD）

#### 大阪プロレス
- GAORA（CS）「なにわのバトルエンターテイメント 大阪プロレス」

#### スターダム
- TOKYO MX（地上波）BS11（BS）など「We are STARDOM!!～世界が注目！女子プロレス～」
- FIGHTING TV サムライ（CS）「煌めく まるごとスターダム」（トーク番組主体）
- スターダムワールド（SVOD）

#### 東京女子プロレス
- WRESTLE UNIVERSE（SVOD）

#### OZアカデミー
- GAORA（CS）「OZアカデミー 女子プロレス」、「GAORAプロレスミュージアム」

#### その他
- Amazon Prime Video → YouTube（ウェブ）「有田と週刊プロレスと」→「有田哲平のプロレス噺「オマエ有田だろ!!」」（プロレスを主体としたトークバラエティ番組）
- FIGHTING TV サムライ（CS）「Versus」（対談番組）
- BSフジ「反骨のプロレス魂」（プロレスドキュメンタリー）
- スポーツライブ+（CS）「古舘伊知郎 闘いのワンダーランド」（対談番組）

## 北米
北米では、興行自体がテレビ番組としてパッケージされ、これを「テレビマッチ」と呼ぶ。ビッグマッチはPPVで放送され「特番」と呼ばれる。一方、テレビでは放送されない興行を「ハウス・ショー」と呼ぶ。
1953年、NWA発足メンバーのひとりドン・オーウェン率いるオレゴン州のパシフィック・ノースウェスト・レスリング（PNW）がKPTVにてテレビ放送を開始。
1970年代までテレビマッチは観客を入れずにスタジオで収録する方式を執っていた。当時は三大ネットワークでもプロレス番組が組まれていたが、ケーブルテレビの普及が進んだ1980年代以降はそちらが主流となる。NWA傘下ジョージア州テリトリーのGCWの放送が1972年にWQXI-TV（現在のWXIA）からWTCG（のちにWTBS）に移籍、1973年よりそのWTBSが全国放送へ移行したのがきっかけとなった。一方、1983年にWWF（現：WWE）も「WWFオール・アメリカン・レスリング」を開始、後に「マンデー・ナイト・ウォーズ」へとつながる。
三大ネットワークのひとつであるNBCでは1980年代後半から1990年前半までWWFの番組が放送されており、2006年から2008年まで「サタデー・ナイト・メイン・イベント」がリバイバルされた。
インディー団体の大半はテレビ番組を持たず、興行を映像ソフトとして収録する方式を採るケースが多いが、最近ではインターネットPPV（iPPV）を利用して放送を行うケースも見られるようになった。
2020年初頭からの新型コロナウイルス感染症の流行により、無観客での生中継もままならない状況になったが、WWEなどが本拠地とするフロリダ州がプロレス中継を必要不可欠なサービスと認め、WWEにおいては試合の生中継が敢行されるようになった。

### WWE
WWE（当時WWF）は、1980年代にNWAなど他団体のテレビ放送枠を買い取り、テレビ番組を利用した拡大戦略を進めている。1985年に初のPPV「レッスルマニア」を放送した。
レギュラー番組として1993年より「RAW」（開始当時は「Monday Night RAW」）、1999年より「SmackDown」（2016年7月より「SmackDown LIVE」）が放送されている。前者は原則生放送、後者は収録方式が取られていたが、2023年現在は両番組ともに基本的に生放送である（放送日が年末年始などに重なる場合は収録放送となる場合がある）。
2025年、RAWの中継がテレビ放送からNetflixによるインターネット配信に切り替わった。
- Netflix「RAW」
- USAネットワーク「SmackDown」
- CWテレビジョンネットワーク「NXT」
- Sky Sports（イギリス）
- FOX8（オーストラリア）
- ABEMA（日本）

### AEW
2019年に旗揚げした新興団体だが、多くの番組を放送している。
- TBS「Dynamite」
- TNT「Rampage」、「Collision」
- 新日本プロレスワールド（日本）
- DAZN（新日本プロレスとの合同興行を除き一部PPV大会を独占ライブ配信）

### ROH
SBGがROHのオーナーとなったことに伴い、2011年より同局で放送。
- SBG「Ring of Honor Wrestling」
- 新日本プロレスワールド（日本）

## メキシコ
メキシコでは当初テレビでのプロレス中継が認められておらず、1980年代後半に入り解禁された。現在ではCMLLなどメジャー団体ではPPVも行われている。

### CMLL
- テレビサ
- LATV（米国）
- KWHY（米国）
- BTビジョン（イギリス）
- FIGHTING TV サムライ（日本）
- 新日本プロレスワールド（日本）

### AAA
- テレビサ

## 主なプロレス解説者

### 日本

#### ワールドプロレスリング
- 蝶野正洋
- ミラノ・コレクションA.T.
- 獣神サンダー・ライガー
- 元井美貴
- 岡本佑介（東京スポーツ記者）

#### プロレスリング・ノア中継
- 井上光（週刊プロレス）
- 斎藤彰俊

#### 全日本プロレス中継
- 小橋建太[28]

#### 大日大戦
- 須山浩継

#### ALLJAPAN B-Banquet
- 小佐野景浩（元週刊ゴング編集長）

#### ニコプロ
- 鈴木健txt．（ライター、実況も兼任）

#### We are STARDOM!!～世界が注目！女子プロレス～
- 大江慎

#### GLEAT中継
- 吉野正人[29]
- 山崎一夫[30]

#### 女子プロレス
- ブル中野（2020年までスターダム中継レギュラー解説、以降は特別試合限定）

#### 過去
- 芳の里淳三
- 遠藤幸吉
- 吉原功
- 山田隆（東京スポーツ）
- 田鶴浜弘
- 門馬忠雄
- 櫻井康雄（東京スポーツ）
- ジャイアント馬場
- 竹内宏介（週刊ゴング）
- 山本小鉄
- マサ斎藤
- 百田光雄
- 木村健悟
- 菊池孝
- ザ・グレート・カブキ
- マイティ井上
- 渕正信
- 流智美
- 植田信治（デイリースポーツ）
- ジャガー横田
- 佐久間一彦（元週刊プロレス編集長）
- 高山善廣
- 力皇猛
- 安田拡了（ライター）
- 柴田惣一（プロレスTODAY）
- 金澤克彦（元週刊ゴング編集長）

### アメリカ
- ボビー・ヒーナン
- ジェシー・ベンチュラ
- ジョニー・バリアント
- ブルーノ・サンマルチノ
- ロディ・パイパー
- テッド・デビアス
- ダスティ・ローデス
- ジェリー・ローラー
- ミック・フォーリー
- ドン・キャリス
- ポール・ヘイマン
- マイケル・ヘイズ
- トム・プリチャード
- ラリー・ズビスコ
- ブッカー・T
- ジョン・ブラッドショー・レイフィールド
- タズ
- マット・ストライカー
- ウィリアム・リーガル

## 主なプロレス実況アナウンサー
日本
- 清水一郎
- 徳光和夫
- 舟橋慶一
- 倉持隆夫
- 志生野温夫
- 古舘伊知郎
- 若林健治
- 辻よしなり
- 野上慎平
- 吉野真治
- 平川健太郎
- 村田晴郎
- 塩野潤二
- 市川勝也

アメリカ
- ゴードン・ソリー
- ゴリラ・モンスーン
- ビンス・マクマホン
- ジム・ロス
- マイケル・コール
- ジョーイ・スタイルズ
  - プロレスの実況アナウンサーについては、プロレス実況者のカテゴリも参照のこと。